# Rymki
Rymki (deutsch Rymken, 1938 bis 1945 Riemken) ist ein Dorf in der polnischen Woiwodschaft Ermland-Masuren und gehört zur Gmina Ełk (Landgemeinde Lyck) im Powiat Ełcki (Kreis Lyck).

## Geographische Lage
Rymki liegt im südlichen Osten der Woiwodschaft Ermland-Masuren, 13 Kilometer südwestlich der Kreisstadt Ełk (Lyck).

## Geschichte
Das um 1785 Rimken, danach bis 1938 Rymken genannte Gutsdorf wurde 1874 in den neu errichteten Amtsbezirk Baitkowen (polnisch Bajtkowo) eingegliedert, der – 1938 in „Amtsbezirk Baitenberg“ umbenannt – bis 1945 bestand und zum Kreis Lyck im Regierungsbezirk Gumbinnen (ab 1905: Regierungsbezirk Allenstein) in der preußischen Provinz Ostpreußen gehörte. Im Jahre 1910 zählte der Ort 37 Einwohner.
Aufgrund der Bestimmungen des Versailler Vertrags stimmte die Bevölkerung im Abstimmungsgebiet Allenstein, zu dem Rymken gehörte, am 11. Juli 1920 über die weitere staatliche Zugehörigkeit zu Ostpreußen (und damit zu Deutschland) oder den Anschluss an Polen ab. In Rymken stimmten 20 Einwohner für den Verbleib bei Ostpreußen, auf Polen entfielen keine Stimmen. Am 30. September 1928 gab Rymken seine Eigenständigkeit auf und wurde in die Nachbargemeinde Sdeden (1938 bis 1945 Stettenbach, polnisch Zdedy) eingemeindet.
Am 3. Juni (amtlich bestätigt am 16. Juli) des Jahres 1938 wurde Rymken aus politisch-ideologischen Gründen der Abwehr fremdländisch klingender Ortsnamen in „Riemken“ umbenannt. In Kriegsfolge kam der Ort 1945 mit dem gesamten südlichen Ostpreußen zu Polen und trägt seitdem die polnische Namensform „Rymki“. Der Ort ist heute Sitz eines Schulzenamtes (polnisch Sołectwo) und somit eine Ortschaft im Verbund der Gmina Ełk (Landgemeinde Lyck) im Powiat Ełcki, bis 1998 der Woiwodschaft Suwałki, seither der Woiwodschaft Ermland-Masuren zugehörig.

## Kirche
Bis 1945 war Rymken resp. Riemken in die evangelische Kirche Baitkowen (1938 bis 1945 Baitenberg, polnisch Bajtkowo) in der Kirchenprovinz Ostpreußen der Kirche der Altpreußischen Union sowie in die römisch-katholische Kirche St. Adalbert in Lyck im Bistum Ermland eingepfarrt.
Heute gehört Rymki katholischerseits zur Pfarrei Bajtkowo im Bistum Ełk der Römisch-katholischen Kirche in Polen. Die evangelischen Einwohner halten sich zu der Kirchengemeinde in der Stadt Ełk, heute eine Filialgemeinde der Pfarrei in Pisz (deutsch Johannisburg) in der Diözese Masuren der Evangelisch-Augsburgischen Kirche in Polen.

## Verkehr
Rymki liegt ein wenig abseits vom Verkehrsgeschehen an einer Nebenstraße, die von Mostołty (Mostolten) über Białojany (Biallojahnen, 1938 bis 1945 Weißhagen) direkt in den Ort führt. Ein Bahnanschluss existiert nicht.